# زردپی پهن
زردپی پهن لایه‌هایی از زردپی‌های (تاندون‌های) پهن و تخت هستند. عملکرد اصلی آن‌ها اتصال دادن ماهیچه‌ها با اندام‌هایی از بدن است که این ماهیچه‌ها با آن‌ها کار می‌کنند. نام‌های دیگر زردپی پهن عبارتند از پهن‌زردپی، پهن‌وَتَر، نیام ماهیچه، غلاف عضله و آپونورز (Aponeuroses).
این نیام‌ها رنگی براق و سفیدنقره‌ای دارند و از نظر بافتی با تاندون‌ها همانندی دارند. به هنگام برش، نیام‌های ماهیچه حالتی کاغذی دارند و لایه به لایه جدا می‌شوند.
نواحی اصلی دارای نیام ضخیم ماهیچه‌ای عبارتند از ناحیه بطنی شکمی، ناحیه پشتی کمر، و نواحی کف‌دستی و کف‌پایی.
در زردپی پهن حضور رگ و عصب بسیار کم است.